# Єрофейково
Єрофе́йково (рос. Ерофейково, марій. Йоропин) — присілок у складі Новотор'яльського району Марій Ел, Росія. Входить до складу Чуксолинського сільського поселення.

## Населення
Населення — 22 особи (2010; 20 у 2002).
Національний склад (станом на 2002 рік):
- марійці — 100 %